# ماري ستيوارت، كونتيسة أران
ماري ستيوارت، كونتيسة أران (بالإنجليزية: Mary Stewart, Countess of Arran)‏ (13 مايو 1453 - مايو 1488)، وهي الابنة الكبرى لجيمس الثاني ملك إسكتلندا وماري غويلدرز. وشقيقها هو جيمس الثالث ملك إسكتلندا. تزوجت مرتين: الأولي، من توماس بويد، إيرل أران الأول [الإنجليزية]؛ والثانية من جيمس هاميلتون، لورد هاميلتون الأول [الإنجليزية]. من خلال ولديها من زوجها الثاني، استمد هاملتون إيرل أران وستيوارت إيرل لينوكس مطالبهم لمملكة إسكتلندا.